# Bacallar
Entre els segles IX i xi s'anomenava bacallar aquell home que treballava el camp i que en l'estatus feudal tenia una posició intermèdia entre el pagès i el cavaller. Es diferenciava del simple camperol per gaudir d'una millor situació econòmica, però en canvi no arribava a tenir el prestigi social ni les prerrogatives del cavaller, ni tan sols a les del simple escuder. Malgrat això, tenia el dret a portar armes (reconegut ja al segle XII). En consonància, a la baixa edat mitjana, en el món rural el mot bacalleria tenia un significat molt negatiu entre la població del camp.
Cal destacar que a França en va evolucionar la paraula bachelier per anomenar els joves aspirants que volien pujar a la categoria superior de cavaller (per extensió també s'utilitzà per a qualsevol home jove, i actualment pel grau educatiu de batxiller).